# Ciseureuh (Purwakarta)
Ciseureuh is een bestuurslaag in het regentschap Purwakarta van de provincie West-Java, Indonesië. Ciseureuh telt 36.489 inwoners (volkstelling 2010).